# San José El Idolo
San José El Idolo est une ville du Guatemala dans le département de Suchitepéquez.